# Терракотовая армия
«Терракотовая армия» (кит. трад. 兵馬俑, упр. 兵马俑, пиньинь bīngmǎ yǒng, палл. бинма юн) — принятое название захоронения по меньшей мере 8100 полноразмерных терракотовых статуй китайских воинов и их лошадей у мавзолея Цинь Шихуанди, первого императора объединённого Китая, в Сиане.

## Создание
Терракотовые статуи были захоронены в конце III века до н.э. вместе с первым императором династии Цинь — Цинь Шихуанди (объединил Китай и соединил все звенья Великой стены), в 210—209 годах до н. э. 

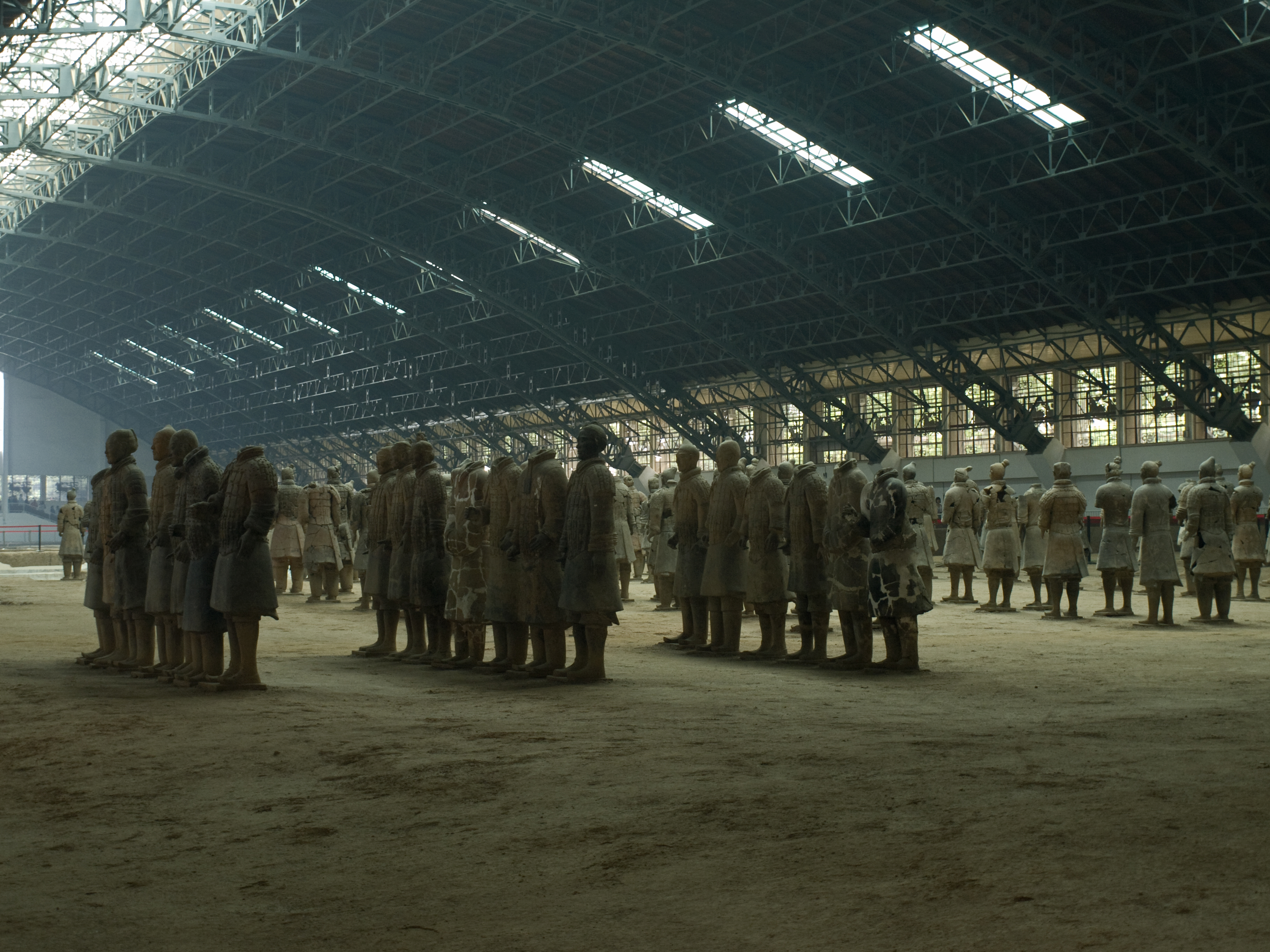
Фигуры, извлечённые из раскопа и собранные по частям

Сыма Цянь сообщает, что через год после восхождения на престол в 246 году до н. э. 13-летний Ин Чжэн (будущий Цинь Шихуанди) стал строить свою гробницу. По его замыслу, статуи должны были сопровождать его после смерти, и, вероятно, предоставить ему возможность удовлетворять свои властные амбиции в потустороннем мире так же, как он делал это при жизни.
Строительство потребовало усилий более чем 700 тыс. рабочих и ремесленников и длилось 38 лет. Периметр внешней стены захоронения равен 6 км.
Армия глиняных воинов покоится в боевом построении в параллельных склепах в 1,5 км на восток от гробницы императора.

## Обнаружение и раскопки
Терракотовая армия была обнаружена 29 марта  1974 года группой местных крестьян — Ян Чжифа, его пятью братьями и соседом Ван Пучжи — которые копали колодец примерно в 1,5 км  к востоку от могильного кургана императора Цинь на горе Ли (Лишань), в регионе, пронизанном подземными источниками и водотоками. На протяжении столетий в отдельных сообщениях упоминались части терракотовых фигурок и фрагменты некрополя Цинь — кровельная черепица, кирпичи и куски каменной кладки. Открытие, сделанное Яном Чжифа и его помощниками, побудило китайских археологов, включая Чжао Канмина, начать раскопки. Им удалось выявить самую большую группу керамических фигурок из когда-либо найденных. С тех пор на этой территории был построен музейный комплекс, а самый большой раскоп был окружён крытым павильоном. Первый этап раскопок прошёл с 1978 по 1984 год. Второй — с 1985 по 1986. 13 июня 2009 начался третий этап раскопок
После первого этапа, кроме глиняных статуй, в 1980 году в 20 метрах от гробницы императора были обнаружены две бронзовые колесницы, каждая из которых состоит более чем из 300 деталей. Колесницы запряжены четвёрками лошадей, упряжь которых содержит золотые и серебряные элементы. Исследование кургана продолжается до сих пор, место захоронения императора всё ещё ожидает вскрытия.
После второго этапа, в начале 2000-х годов, были также обнаружены статуи музыкантов, акробатов. Также там найдены статуи чиновников, но есть гипотеза, что это просто дрессировщики коней.

## Скульптуры

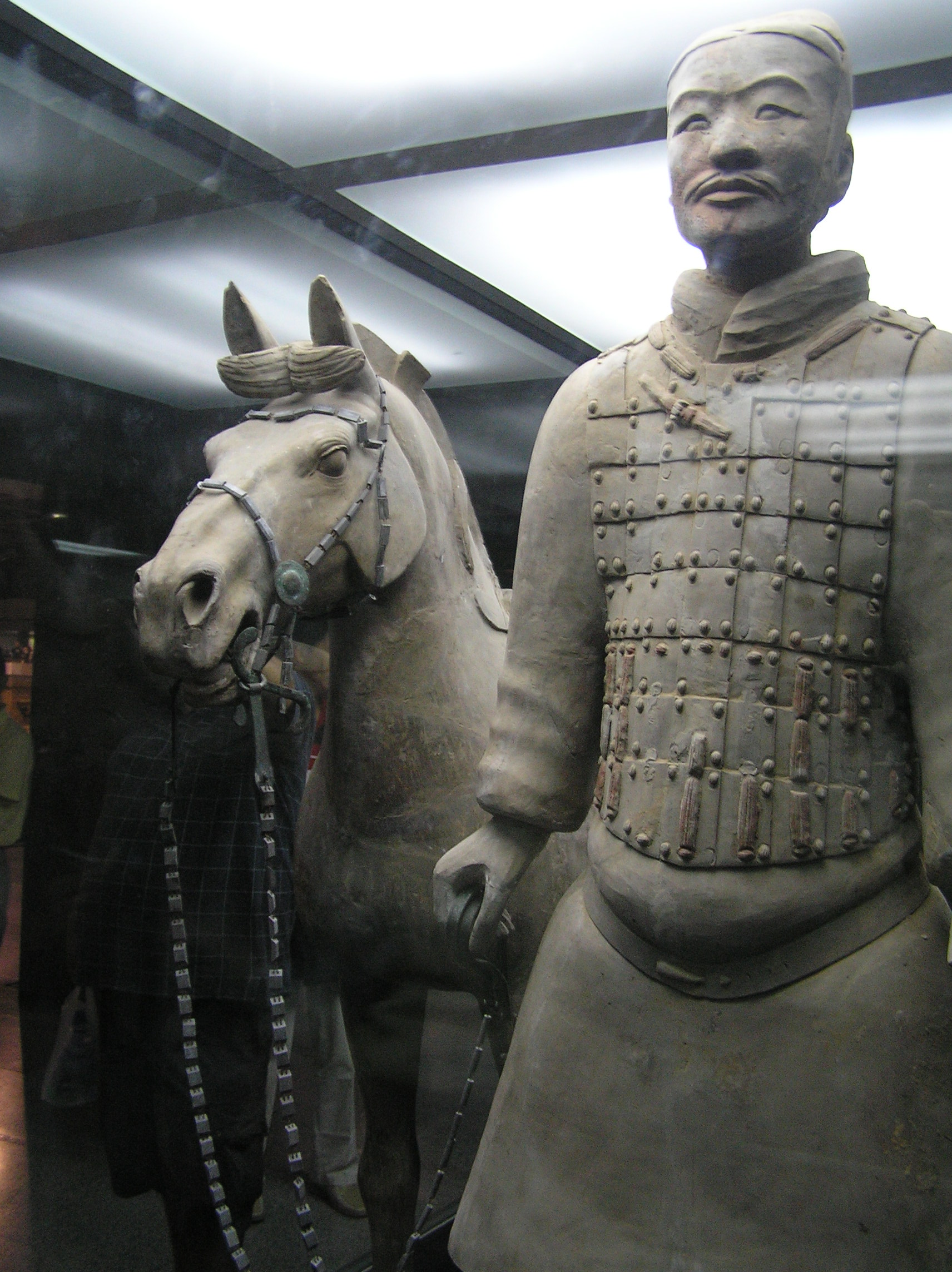
Терракотовый солдат с лошадью

Гора Лишань — это рукотворный некрополь первого императора Цинь. Материал для части статуй брался именно с этой горы. Цинь Шихуанди был похоронен в 210 году до н. э. Согласно великому китайскому историку Сыма Цяню, огромное количество драгоценностей и изделий ремесленников было захоронено вместе с императором. Также с императором были заживо погребены 48 его наложниц. Около 8 тысяч скульптур пехотинцев, лучников и конников были спрятаны под землёй.
Воины и лошади Терракотовой армии были сделаны в различных районах Китая. Институт ботаники Китайской академии наук сделал такой вывод, сравнив образцы и области распространения пыльцы из статуй. Исследователи выяснили, что лошадей изготавливали непосредственно рядом с некрополем, вероятно, чтобы упростить их транспортировку (вес лошадиной скульптуры составляет около 200 килограммов), статуи воинов легче, их вес составляет примерно 135 килограммов, и место их изготовления пока неизвестно. Интересно, что все скульптуры солдат отличаются друг от друга.
Фигуры воинов являются настоящими произведениями искусства, поскольку выполнялись в индивидуальном порядке, вручную и с использованием различных методик. Каждая отдельная статуя имеет свои уникальные черты и даже выражения лица. После придания необходимой формы статуи обжигались и покрывались специальной органической глазурью, поверх которой наносилась краска. Представленные воины отличаются по рангу (офицеры, рядовые солдаты), а также по виду оружия (копьё или меч).
В 2016 году китайский археолог Ли Сючжэнь и австрийский историк искусства Лукас Никель высказали предположение, что терракотовые воины были созданы под влиянием древнегреческой скульптуры, поскольку в Китае не было традиции создания скульптур в человеческий рост. Другие исследователи оспорили эти предположения, утверждая, что нет никаких доказательств влияния древнегреческого искусства на китайское, и даже Ли Сючжэнь заявила, что её слова были неправильно интерпретированы. Предполагается, что найденная группа войск охраняла императора с восточной стороны. С западной и южной сторон пирамиды отряды войск аналогичные.

## Популярность и значение
В 1987 году на 11-й сессии ЮНЕСКО терракотовая армия была включена в список всемирного наследия как часть комплекса «гробницы первого императора династии Цинь». Комплекс гробницы Цинь Шихуанди был одним из первых из объектов в Китае, включённых в этот список.
Посещение терракотовой армии часто входит в программу пребывания глав иностранных государств в Китае. В 1984 году экспозицию осмотрел президент США Рональд Рейган с супругой. Он расценил этот исторический памятник как «великое чудо, принадлежащее человечеству». В 1986 году там побывала королева Великобритании Елизавета II c принцем Филиппом. В 1998 году памятник посетил президент США Билл Клинтон с семьёй, а в 2004 году — президент России Владимир Путин. Среди других высокопоставленных посетителей можно отметить короля Бельгии Альберта II, канцлера Германии Ангелу Меркель, генсека ООН Пан Ги Муна, президента Республики Корея Пак Кын Хе.[значимость факта?]

Галерея
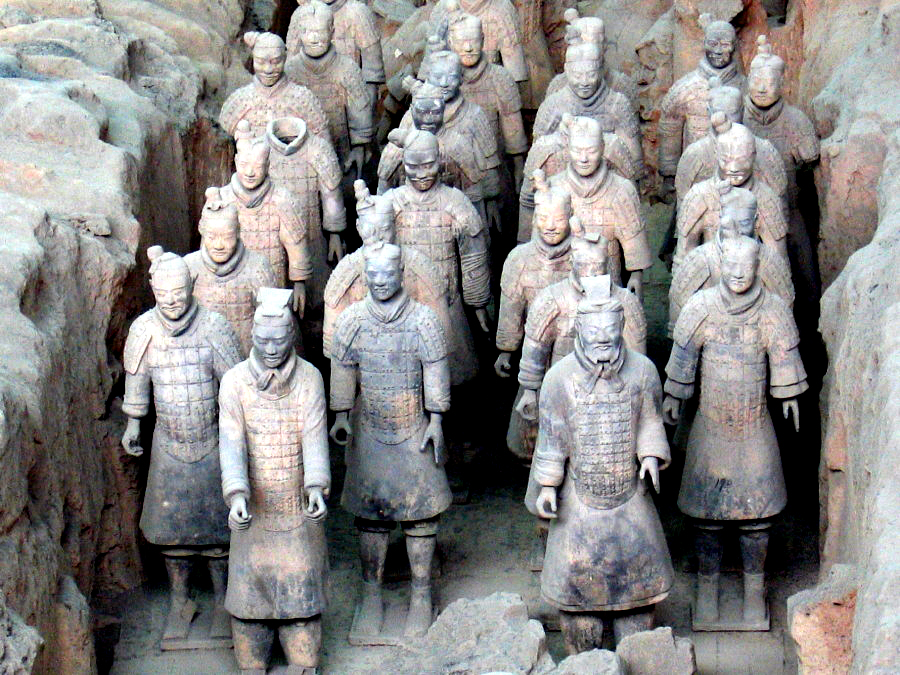
Строй солдат. У одной из скульптур слева нет головы, потому что она была сделана из кусочков, которые потом рассыпались.
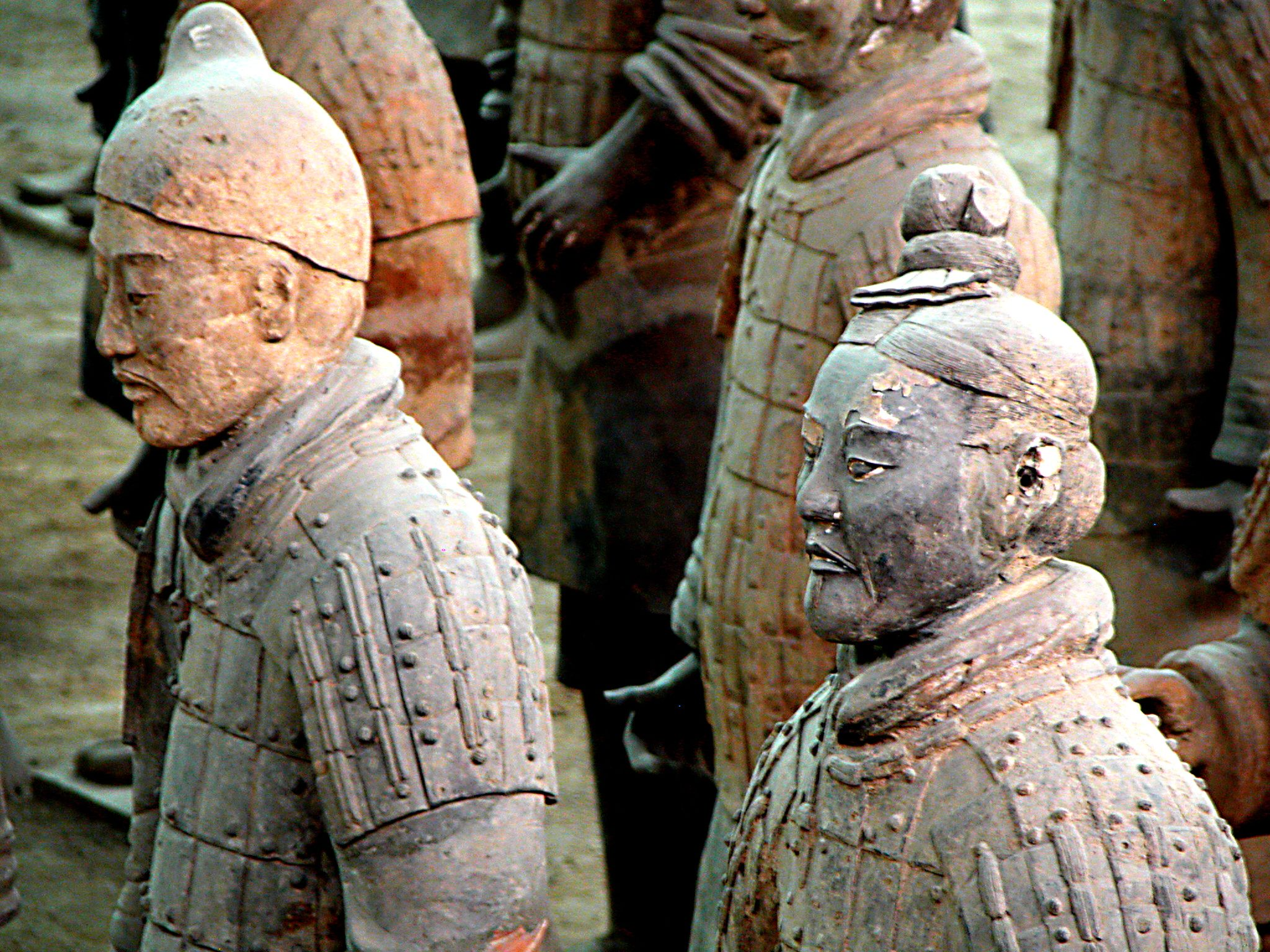
Обратите внимание, насколько лица этих двух солдат отличаются друг от друга. Каждая статуя является уникальной.
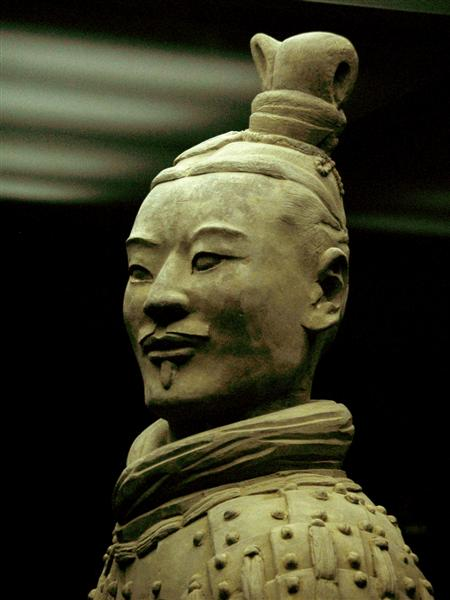
Статуя офицера.
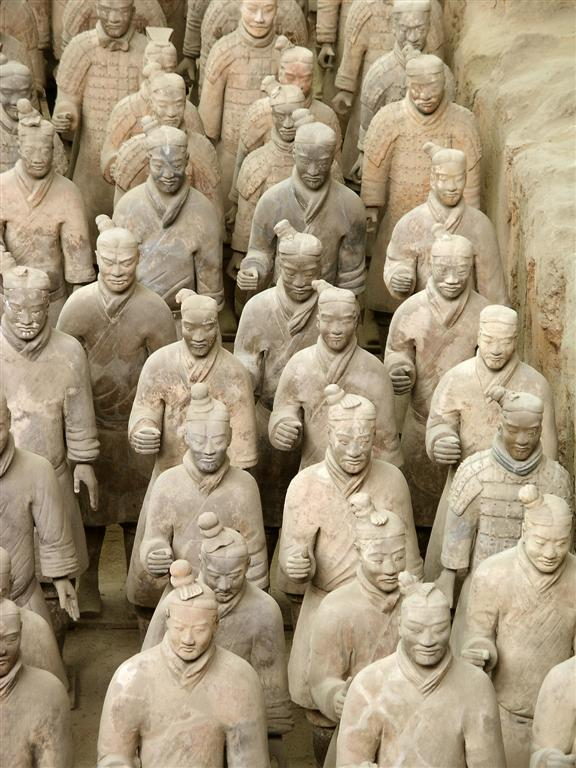
Строй терракотовых пехотинцев.
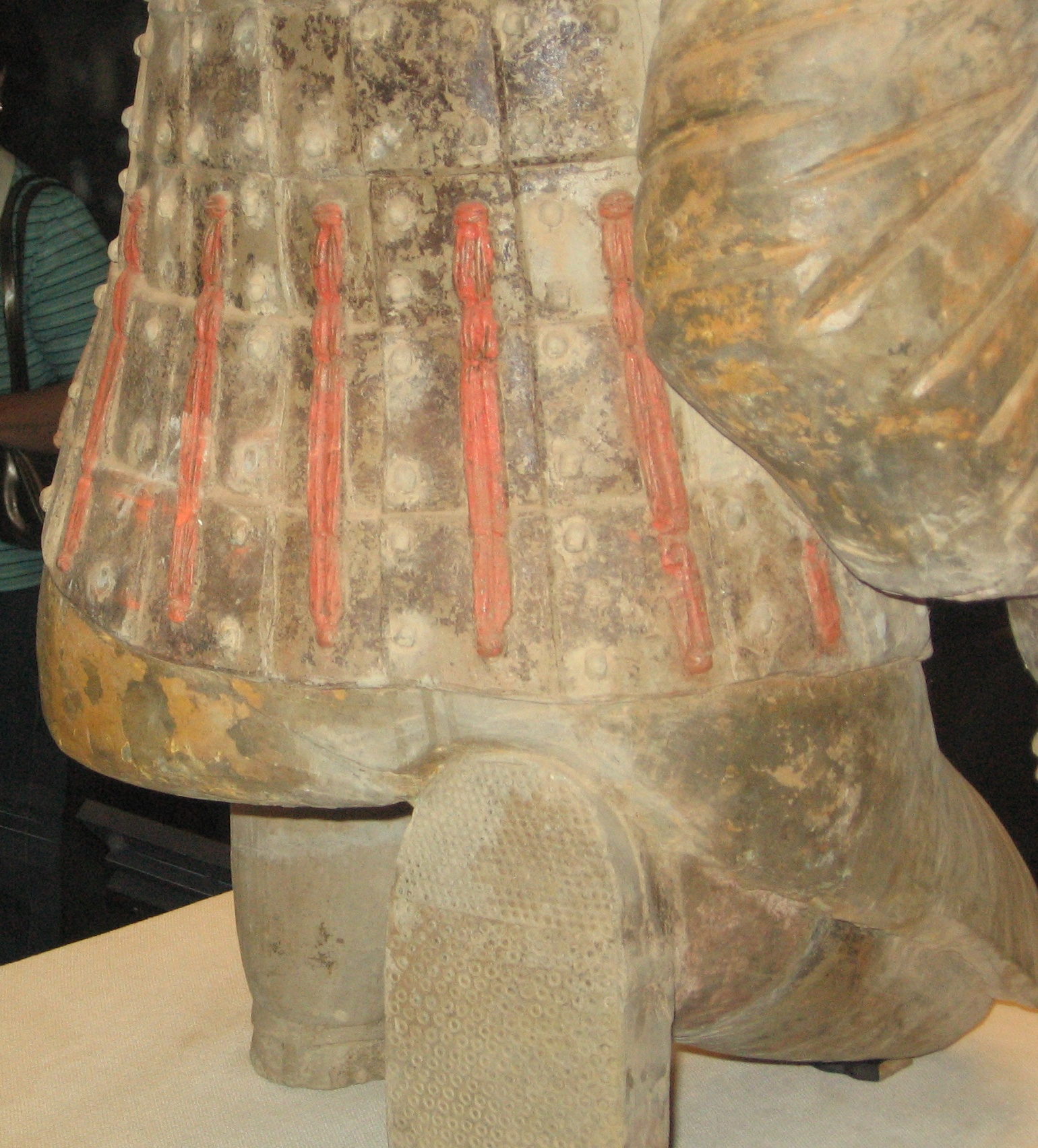
Терракотовые воины когда-то были покрашены. Сегодня лишь несколько статуй содержат небольшое количество краски. Обратите также внимание на детали подошвы у воина.
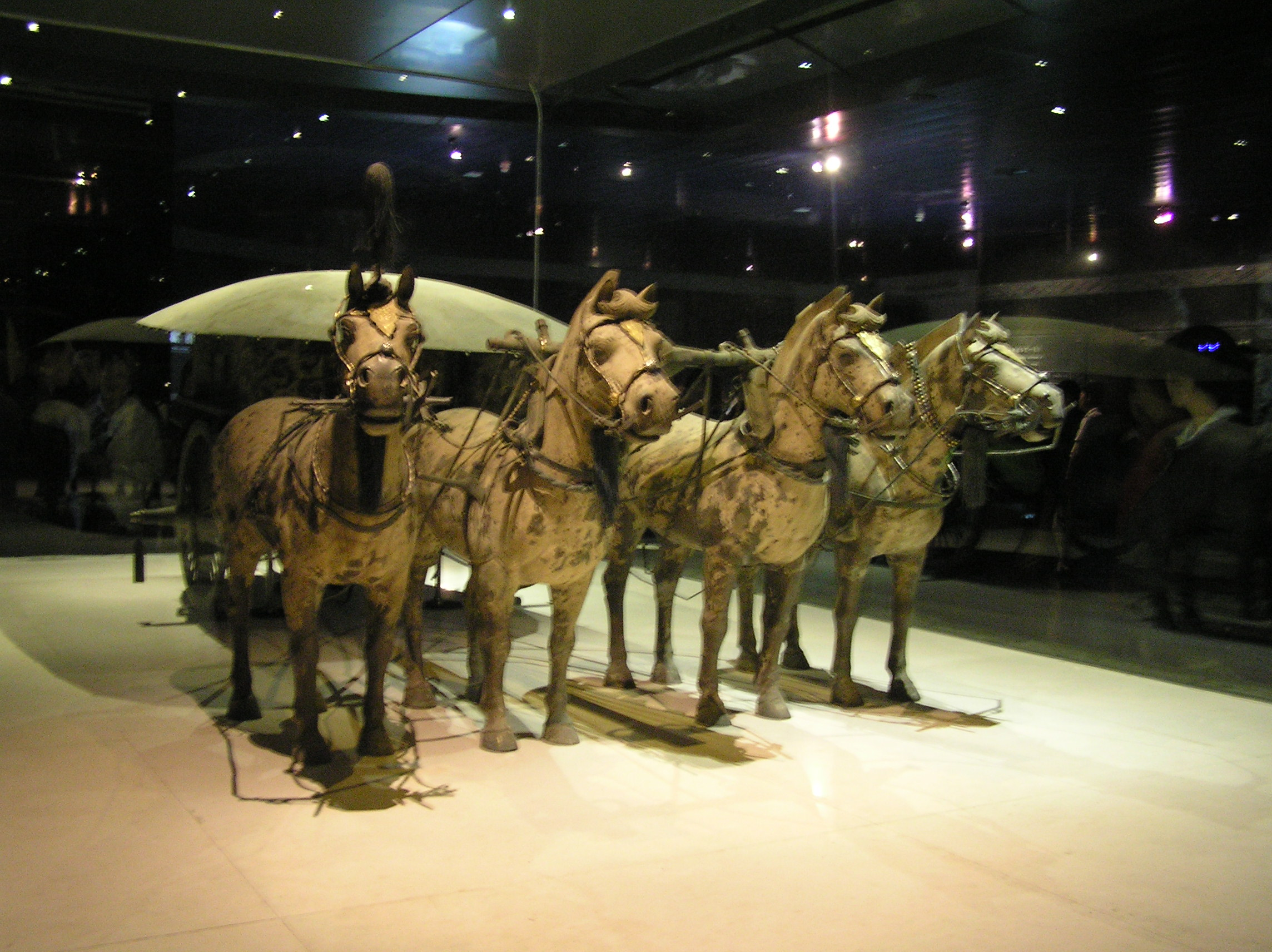
Статуи включают множество воинских частей императорской армии того времени. Здесь мы видим колесницу, запряжённую четвёркой лошадей.
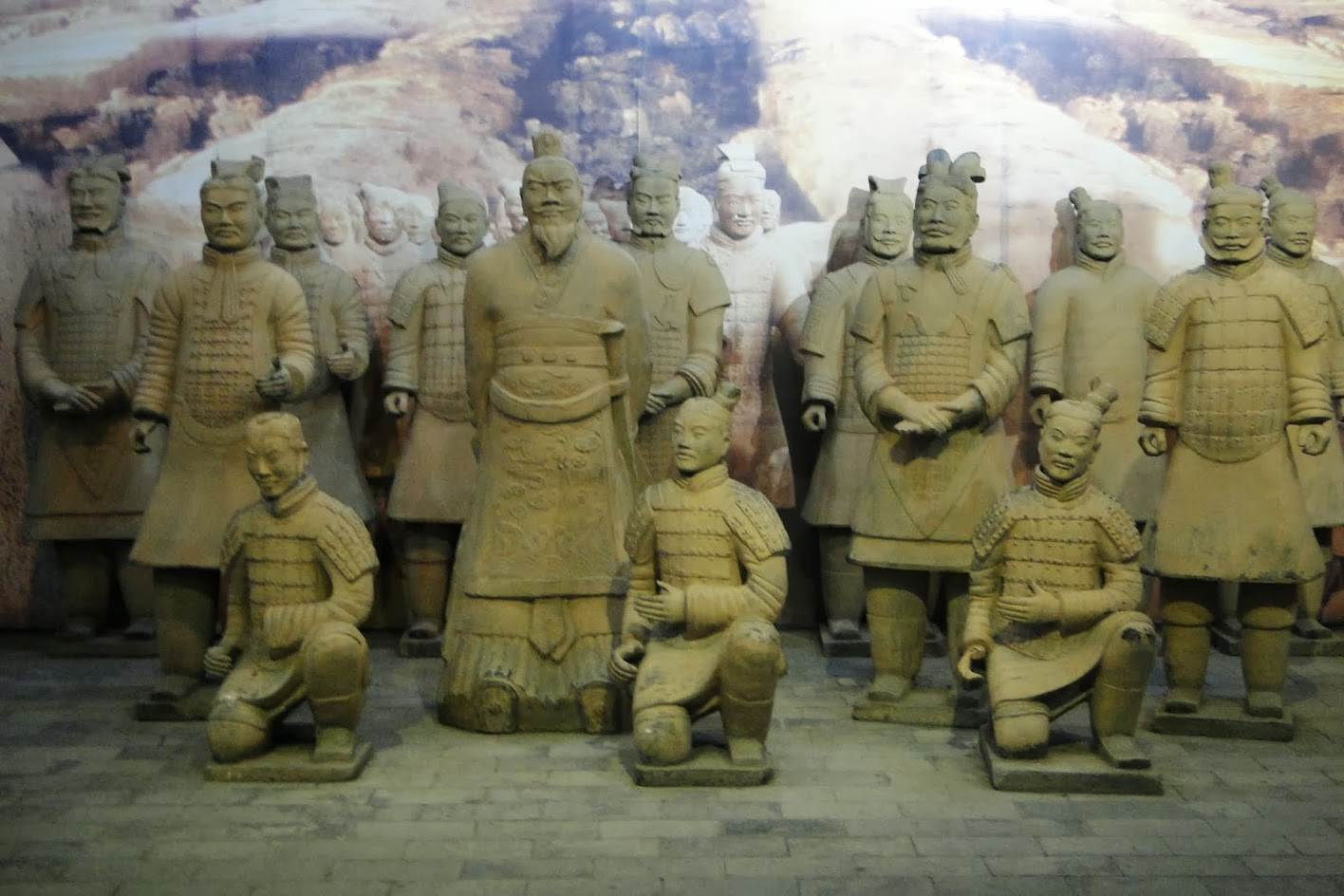
Группа терракотовых воинов с офицерами.
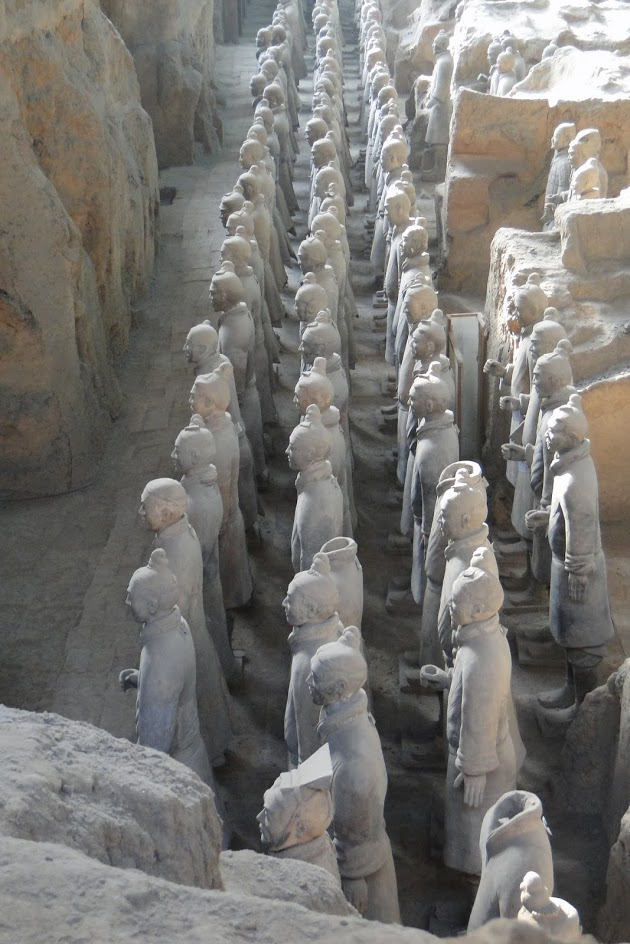
Шеренга терракотовых бойцов выстроенная в боевом порядке.
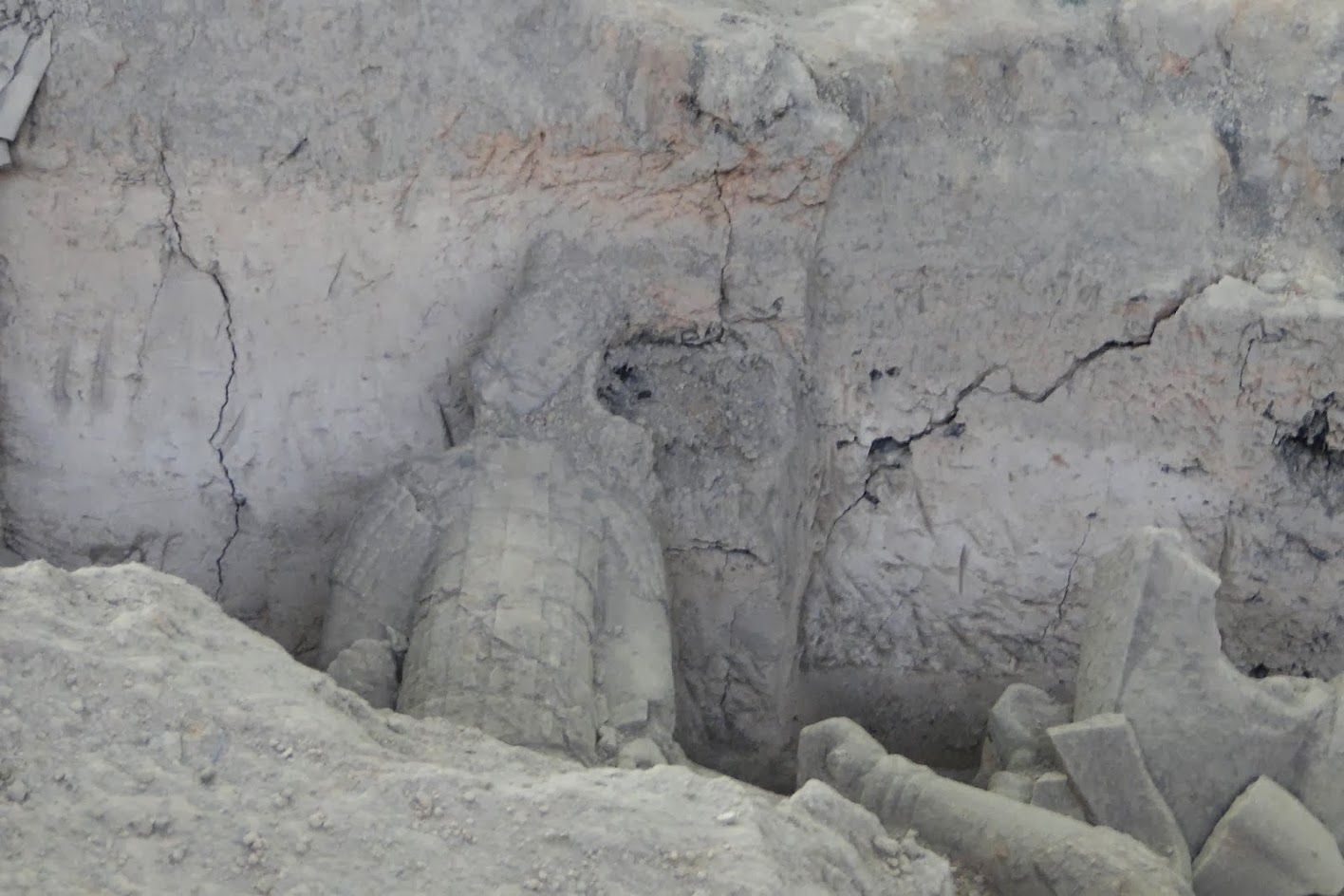
Обломки терракотовых скульптур воинов перед реставрацией.

## Фильмы
- «Терракотовый воин» (1989, Китай) — художественный фильм.
- «Лара Крофт: Расхитительница гробниц 2 — Колыбель жизни» (2003) — художественный фильм.
- «Тайна терракотового воина» (англ. Mystery of the Disorderly Warriors, 2004, Австралия) — документальный фильм.
- «Миф» (англ. Myth, 2005, Китай) — художественный фильм.
- «Мумия: Гробница императора драконов» (2008) — художественный фильм.
- «Воины терракоты» (2021, Китай) — полнометражный мультфильм.